# Svetozar Ćorović
Svetozar Ćorović (Mostar, 1875. május 29. – Mostar, 1919. április 17.) bosznia-hercegovinai szerb író.

## Pályafutása
Első kötete Poletarke (Szárnypróbálgatások) címen jelent meg (Mostar, 1894). A hazafias polgári ifjúsághoz tartozott (Aleksa Šantić, Atanasije Šola, Jovan Dučić), akik a megszálló osztrák—magyar hatalom ellen nemzeti-kulturális propagandát folytattak. Šantić-tyal együtt alapított irodalmi lapot Zora címmel, amelyet szerkesztett is. Eleinte verseket írt, később már prózával foglalkozott. 1903 és 1910 között négy kötet elbeszélése jelent meg U časovima odmora (A pihenés óráiban, 1903 —1910) cím alatt. Írt négy regényt és számos színdarabot. Legjelentősebb sikerét mint elbeszélő aratta. Műveiben Bosznia színes világa kel életre. Önéletrajzi műve Beleške jednog taoca (Egy túsz följegyzései) halála után, 1919-ben jelent meg. 

## Művei
- Poletarke (Szárnypróbálgatások, Mostar, 1894)
- Iz Mostari (Mostarból, Belgrád, 1895)
- Iz Hercegovine (Hercegovinából, Belgrád, 1896)
- Krvni mir (Véres béke, Mostar, 1897)
- U časovima odmora (A pihenés óráiban, 1903, 1904, 1906, 1910)
- Komsije (Szomszédok, Sarajevo, 1912)
- Jarani (Szerelmesek, Újvidék, 1913)
- Ženidba Pere Karantana (Karantan Péter házassága, regény, Mostar, 1905)
- Beleške jednog taoca (Egy túsz följegyzései, 1919)